# Operation Linebacker
Schlacht um Tua Hai (1960) – Schlacht um Ap Bac (1963) – Schlacht von Nam Dong (1964) – Tonkin-Zwischenfall (1964) – Operation Flaming Dart (1965) – Operation Rolling Thunder (1965–68) – Schlacht von Dong Xoai (1965) – Schlacht im Ia-Drang-Tal (1965) – Operation Crimp (1966) – Operation Hastings (1966) – Schlacht von Long Tan (1966) – Operation Attleboro (1966) – Operation Cedar Falls (1967) – Schlacht um Hügel 881 (1967) – Schlacht bei Dak To (1967) – Schlacht um Khe Sanh (1968) – Tet-Offensive (1968) – Schlacht um Huế (1968) – Operation Speedy Express (1968/69) – Operation Dewey Canyon (1969) – Schlacht am Hamburger Hill (1969) – Operation Menu (1969/70) – Operation Lam Son 719 (1971) – Schlacht um FSB Mary Ann (1971) – Schlacht um Quảng Trị (1972) – Operation Linebacker (1972) – Operation Linebacker II (1972) – Schlacht von Xuan Loc (1975) – Operation Frequent Wind (1975)
Operation Linebacker war der Codename einer Luftoffensive der U.S. Seventh Air Force und der Einsatzgruppe Task Force 77 der United States Navy gegen Nordvietnam vom 9. Mai bis 23. Oktober 1972 während des Vietnamkrieges. Die Operation erfolgte auf Anordnung von US-Präsident Richard Nixon.
Das militärische Ziel war, den Transport von Nachschub und Material der Nguyễn-Huệ-Offensive zu unterbinden oder zu verlangsamen. Die Nguyễn-Huệ-Offensive (auch bekannt als Osteroffensive) war eine am 30. März 1972 gestartete Invasion Südvietnams durch die Vietnamesische Volksarmee. Linebacker war die erste durchgehende Bombardierung Nordvietnams nach dem Bombardierungsstopp durch Präsident Lyndon B. Johnson im November 1968.
Der Begriff Linebacker [ˈlaɪnˌbækə] bezeichnet einen Verteidiger beim American Football.

## Ausgangslage

### Oster-Offensive 1972

PAVN Offensive im I Corps südlich der DMZ

30.000 nordvietnamesische Soldaten marschierten mit Unterstützung von gepanzerten Regimentern und Artillerie am Mittag des 30. März 1972 in südlicher Richtung über die Demilitarisierte Zone (DMZ), welche die beiden vietnamesischen Staaten seit 1954 trennte. Die nordvietnamesischen Divisionen trafen die Armee der Republik Vietnam und ihre US-amerikanischen Alliierten unvorbereitet. Die nordvietnamesischen Streitkräfte schalteten die Verteidigungsstellungen der 3. südvietnamesischen Division aus und brachten deren Streitkräfte in Unordnung. Die südvietnamesischen Streitkräfte fielen zurück, und ein Wettlauf zwischen den beiden Antagonisten auf die Brücken von Đông Hà und Cam Lộ begann.
Am 4. April errichteten südvietnamesische Offiziere eine Verteidigungslinie bei Bay, die nur eine vorübergehende Atempause brachte. Obwohl die konventionellen Angriffe der Nordvietnamesen, welche den intensiven Einsatz von gepanzerten Einheiten und schwerer Artillerie beinhaltete, die Aufmerksamkeit der Alliierten auf die nördlichen Provinzen konzentrierte, war dies nur die erste von drei Operationen, die im Frühling gestartet wurden.

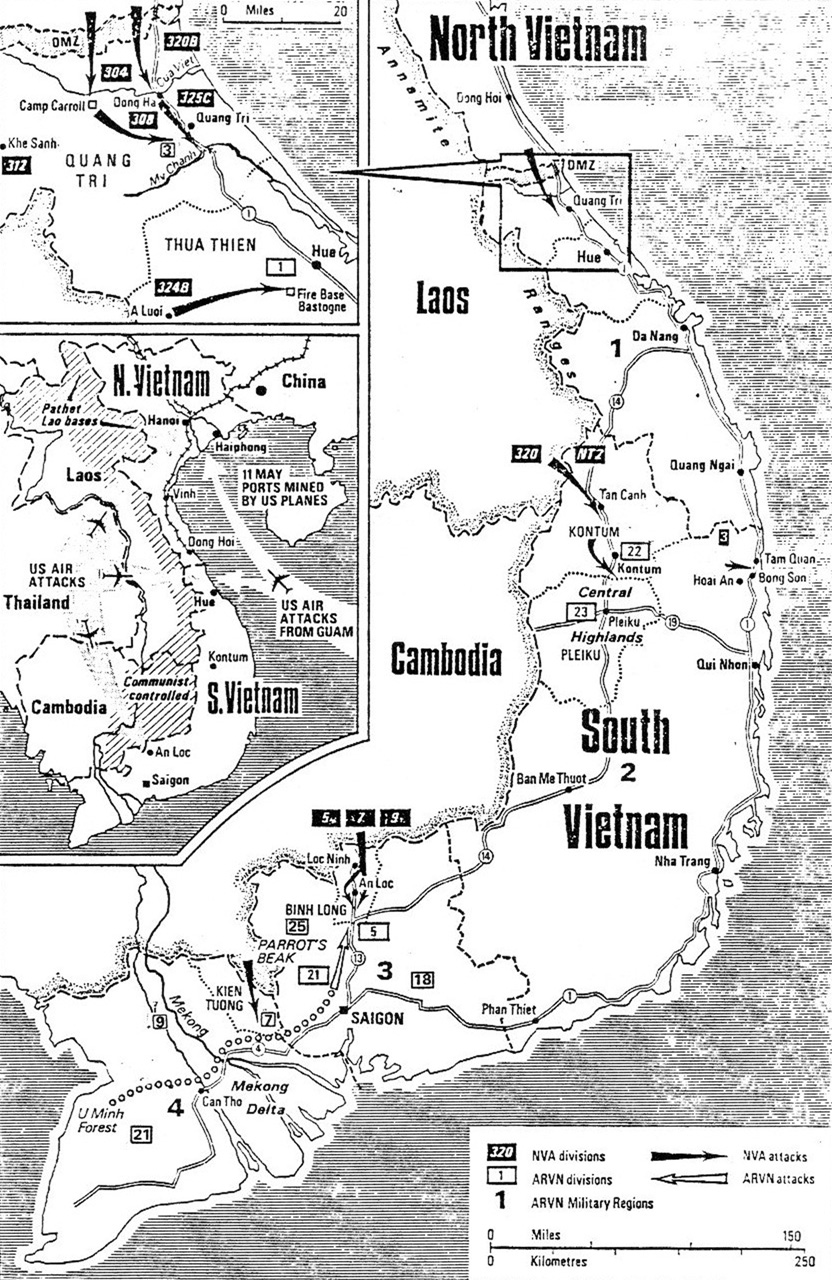
Nguyễn-Huệ-Offensive

Am 5. April überquerten 20.000 Nordvietnamesen die Grenze aus ihren Verstecken im Nachbarstaat Kambodscha in drei Divisionen aus kombinierten Kräften, um die Provinz Bình Long im Norden Sài Gòns anzugreifen. Sie eroberten die Stadt Lộc Ninh und kesselten die Stadt An Lộc ein, womit die Straße zur Hauptstadt abgeschnitten war.
Am 12. April marschierten nordvietnamesische Truppen aus dem Osten von Laos kommend über die südvietnamesische Grenze und beschlagnahmten eine Reihe von Grenzposten um Dak To in der Provinz Kon Tum im zentralen Hochland. Die Nordvietnamesen schritten anschließend in östliche Richtung weiter auf die Provinzhauptstadt von Kon Tum vor. Das Oberkommando in Hanoi startete die Offensive mit Beginn des Wintermonsuns, der durch anhaltenden Regen und Bewölkung den Einsatz der gegnerischen Luftunterstützung erschwerte.

### US-amerikanische Reaktion
Die anfängliche US-amerikanische Reaktion auf die Offensive war nachlässig und konfus. Das Verteidigungsministerium der Vereinigten Staaten war nicht ausreichend vorgewarnt und der Botschafter der Vereinigten Staaten Ellsworth Bunker sowie der Kommandant der US-Streitkräfte General Creighton W. Abrams außer Landes.
Präsident Richard M. Nixons erste Erwägung war ein dreitägiger Bombenangriff durch Langstreckenbomber vom Typ Boeing B-52 auf Hanoi und den Hafen von Hải Phòng. Der Nationale Sicherheitsberater Henry Kissinger überzeugte jedoch den Präsidenten, den Plan zu überdenken, da er die anstehenden Verhandlungen des SALT I-Vertrags mit der Sowjetunion nicht gefährden wollte, die im Mai zum Abschluss gebracht werden sollten.
Ein weiteres Hindernis des Plans war die Forderung von General Creighton W. Abrams, die verfügbaren allwettertauglichen Bomber als Luftnahunterstützung zur Verteidigung der südvietnamesischen Truppen einzusetzen. Einen vom Joint Chiefs of Staff vorgelegten Operationsplan beurteilten Nixon und Kissinger als einfallslos und nicht aggressiv genug.
Am 4. April autorisierte Nixon die Bombardierung Nordvietnams, die auf Vergeltungsschläge nördlich der Demilitarisierten Zone (DMZ) bis zum 18. Breitengrad begrenzt waren. Um einen Zusammenbruch der Armee der Republik Vietnam (ARVN) zu verhindern und das US-amerikanische Ansehen bei den anstehenden Verhandlungen mit dem sowjetischen Premierminister Leonid Breschnew zu wahren, nahm Nixon das Risiko einer massiven Ausweitung der Kampfhandlungen in Kauf.
Wegen des kontinuierlichen Abzugs US-amerikanischer Streitkräfte und der als „Vietnamisierung“ bezeichneten Nixon-Doktrin befanden sich weniger als 10.000 US-amerikanische Soldaten in Südvietnam, von denen die meisten innerhalb der kommenden sechs Monate abgezogen werden sollten.
Die Anzahl der in Südostasien stationierten Kampfflugzeuge betrug weniger als die Hälfte ihrer Maximalstärke zwischen 1968 und 1969. Zu Beginn des Jahres 1972 hatte die United States Air Force nur drei Staffeln McDonnell F-4 Phantom II und eine Staffel von Cessna A-37 Dragonfly in Südvietnam stationiert, insgesamt 76 Flugzeuge. Weitere 114 Jagdbomber waren auf Stützpunkten in Thailand verteilt. 83 B-52-Bomber waren auf dem Flughafen U-Tapao in Thailand und auf der Andersen Air Force Base auf Guam stationiert. Die im Golf von Tonkin stationierte Einsatzgruppe Task Force 77 der United States Navy waren vier Flugzeugträger zugeordnet, von denen jedoch nur zwei Operationen durchführen konnten. Der verfügbare Bestand umfasste rund 140 Flugzeuge.

## Vorbereitung
US-amerikanische und südvietnamesische Luftstreitkräfte (VNAF) unterstützten die Verteidigung, sofern es die Wetterverhältnisse zuließen, seit Anbeginn der Offensive. Die Luftangriffe wurden von Geschwadern der Flugzeugträger Coral Sea und Hancock durchgeführt, um ARVN Streitkräfte am Boden zu unterstützen. Das anhaltend schlechte Wetter begrenzte jedoch die Möglichkeiten der US-amerikanischen Kampfflugzeuge, die Nordvietnamesen anzugreifen.
Am 6. April wurden US-amerikanische Streitkräfte auf Marine- und Luftwaffenbasen weltweit in Alarmbereitschaft gesetzt und Schiffe und Flugzeuge nach Südostasien verlegt. Die Vereinigten Staaten begannen unmittelbar mit dem Zusammenziehen ihrer Luftstreitkräfte. Die United States Air Force verlegte während der Operation „Constant Guard“ vom 1. April bis zum 11. Mai 176 F-4 Phantoms und 12 Jagdbomber vom Typ F-105 Thunderchiefs von Flughäfen in der Republik Korea und den Vereinigten Staaten nach Thailand. Das Strategic Air Command (SAC) verlegte vom 4. April bis zum 23. Mai während der Operation „Bullet Shot“ 124 Langstreckenbomber vom Typ Boeing B-52 aus den Vereinigten Staaten auf die Pazifikinsel Guam und vergrößerten damit die Anzahl einsatzfähiger B-52 Langstreckenbombern auf 209. Die Navy verkürzte die Überholungsarbeiten für die Flugzeugträger Kitty Hawk und Constellation und kommandierte die Midway und Saratoga zur Ergänzung der Flotte, so dass mindestens vier Flugzeugträgergeschwader zusammen Missionen ausführen konnten. Die Gesamtzahl an Kriegsschiffen der 7. Flotte, die sich in Reichweite zum Operationsgebiet befanden, stieg damit von 84 auf 138.
Am 5. April wurde die United States Air Force autorisiert, unter dem Operationsnamen „Freedom Train“ taktische Luftangriffe gegen nordvietnamesische Stellungen nördlich des 20. Breitengrads durchzuführen. Der erste umfangreiche Bomberangriff wurde am 10. April von 12 B-52 mit Unterstützung von 53 Kampfflugzeugen gegen Petroleum-Lager in der Nähe der Stadt Vinh ausgeführt. Am 12. April informierte Nixon seinen Berater Kissinger, dass er sich für eine Ausweitung der Luftkriegsführung entschieden habe, die auch Angriffe gegen die Hauptstadt Hanoi und die Hafenstadt Hải Phòng einschließt.

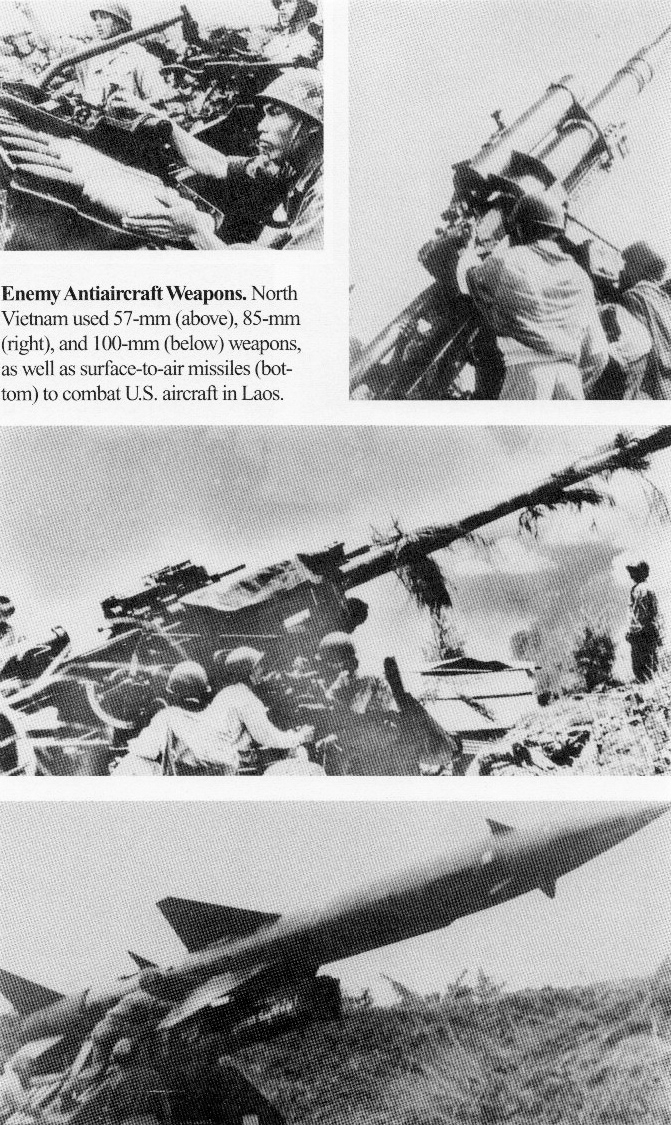
Nordvietnamesische Flugabwehrwaffen

Am folgenden Tag griffen 18 B-52 Bomber den Landeplatz Thanh Hóa's Bai Thuong an. Drei Tage später folgte ein Nachtangriff von 18 Bombern gegen eine Öllagerstätte außerhalb von Hải Phòng. Es folgten über 100 weitere taktische Luftangriffe bei Tageslicht gegen Ziele um Hanoi und Hải Phòng.
Mitte April war fast der gesamte nordvietnamesische Luftraum für Bombenangriffe freigegeben, zum ersten Mal in über drei Jahren. Kampfpiloten der Air Force und Navy profitierten von dem Umstand, dass Nixon, im Gegensatz zu dessen Vorgänger Präsident Johnson, die operative Planung den Kommandeuren vor Ort überließ und die Restriktionen bei der Zielauswahl, die die Operation Rolling Thunder eingeschränkt hatten, deutlich gelockert waren.
Zwischen dem 6. und 15. April attackierten und zerstörten US-amerikanische Flugzeuge die Brücken „Paul Doumer“ und Thanh Hóa und den Rangierbahnhof bei Yên Viên. Dieser Einsatz markiert den Beginn vom Einsatz laser-gelenkter Bomben gegen strategische Ziele in Nordvietnam. Beide Brücken waren bereits zuvor erfolglos mit Freifallbomben und ungelenkten Luft-Boden-Rakete angegriffen worden. Vom 1. Mai bis zum 30. Juni 1972 flogen B-52 Bomber, Kampfbomber und Gunships über 18.000 Einsätze gegen die umfangreichen nordvietnamesischen Luftverteidigungsstellungen und Flugabwehrkanonen und verloren dabei 29 Flugzeuge.
Parallel zu den militärischen Aktionen begann die Regierung der Vereinigten Staaten damit, was nordvietnamesische Historiker beschrieben als „den Einsatz von unaufrichtigen politischen und diplomatischen Machenschaften… um den Umfang der Hilfslieferungen von sozialistischen Nationen an uns zu verringern.“
Am 20. April traf sich Kissinger heimlich mit Breschnew in Moskau. Der Parteichef der KPdSU war nicht gewillt, die sich zunehmend normalisierenden Beziehungen mit dem Westen zu belasten, zudem war er misstrauisch wegen der sich verbessernden Beziehungen zwischen der US-amerikanischen und chinesischen Regierung. Breschnew willigte ein, politischen Druck auf Hanoi auszuüben, damit diese die Offensive beenden und ernsthafte Friedensverhandlungen führen. Zudem arrangierte er ein weiteres geheimes Treffen zwischen Sicherheitsberater Kissinger und dem nordvietnamesischen Verhandlungsführer Lê Đức Thọ für den 2. Mai in Paris. An diesem Tag trafen sich die beiden Politiker zu einer Verhandlung, die Kissinger später als „brutal und beleidigend“ bezeichnete. Die Nordvietnamesen waren in Erwartung eines sicheren militärischen Sieges nicht gewillt, Zugeständnisse zu machen. Als Resultat dieses erfolglosen Treffens und der Eroberung der Stadt Quảng Trị durch nordvietnamesische Infanterieeinheiten erhöhte Nixon den Einsatz mit der Aussage:

“The bastards have never been bombed like they're going to be bombed this time.”

„Die Mistkerle wurden noch nie dermaßen bombardiert, wie wir sie nun bombardieren werden.“

## Operation Pocket Money
Am 27. April 1972 begann die Verteidigung durch ARVN-Truppen in der nördlichsten Provinz Quảng Trị an der Grenze zu Nordvietnam zusammenzubrechen. Aufgrund widersprüchlicher Befehle von ihrem Oberkommando schlossen sich südvietnamesische Truppen den Flüchtlingsbewegungen nach Süden an und verließen die Stadt Quảng Trị. PAVN Truppen eroberten die Stadt genau an dem Tag, als Kissinger sich mit Lê Đức Thọ traf. Die PAVN Offensive hatte sich zu einer umfangreichen, konventionell geführten militärischen Operation ausgeweitet und wurde mit 15 Divisionen und 600 Panzern an drei Fronten gleichzeitig geführt. Da die Nordvietnamesen in drei von vier südvietnamesischen Militärsektoren zunehmend an Boden gewannen, erneuerten die Joint Chiefs of Staff ihre Eventualpläne, die bereits vor dem Bombardierungsstopp 1968 ausgearbeitet worden waren, für die Wiederaufnahme der Bombardierungen im Norden, und legten sie dem Präsidenten vor, der sie am 8. Mai 1972 freigab.
Unmittelbar nach seinem Amtsantritt 1969 hatte Nixon bereits die Ausarbeitung eines Eventualplans befohlen, der die Beendigung des Vietnamkriegs zum Ziel hatte. Operation „Duck Hook“ hatte die direkte Invasion des Nordens durch Bodentruppen zum Ziel und beinhaltete den Vorschlag zur Verminung der wichtigsten Häfen. Der Plan wurde als zu extrem bewertet und zurückgestellt, jedoch nicht verworfen. Die United States Navy hatte ihren Eventualplan für eine luftgestützte Hafenverminung bis zum Jahr 1965 aktualisiert. Am 5. Mai befahl der Präsident den Joint Chiefs, eine Hafenverminung, die als Bestandteil von „Duck Hook“ geplant war, unter dem Operationsnamen „Pocket Money“ vorzubereiten und innerhalb von drei Tagen auszuführen.
Am 8. Mai drangen um Punkt 9:00 Ortszeit sechs A-7 Corsair II Kampfflugzeuge und drei Schlachtflugzeuge vom Typ A-6 Intruder vom Flugzeugträger Coral Sea in den Luftraum des Hafens von Hải Phòng ein und warfen 36 Mark-52- und Mark-55-Minen in das Hafenbecken. Die Lenkwaffenkreuzer Chicago und Long Beach und der Lenkwaffenzerstörer Berkeley sowie F-4 Phantoms schützten die Kampfbomber gegen Angriffe von nordvietnamesischen Abfangjägern. Der Grund für die präzise Terminierung der Angriffe wurde offensichtlich, als Nixon zeitgleich eine Fernsehansprache hielt und der US-amerikanischen Bevölkerung die Eskalation der Kampfhandlungen erklärte:

“The only way to stop the killing is to take the weapons of war out of the hands of the international outlaws of North Vietnam.”

„Der einzige Weg das Töten zu beenden besteht darin, den internationalen Banditen in Nordvietnam die Kriegswaffen aus den Händen zu nehmen.“

Die Seeminen wurden fünf Tage nach ihrem Abwurf aktiviert, um sicherzustellen, dass alle Schiffe den Hafen vorher unbeschädigt verlassen konnten. An den drei darauf folgenden Tagen warfen trägergestützte Flugzeuge weitere 11.000 Minen in nordvietnamesische Sekundärhäfen und blockierten damit den gesamten Seehandel.
Sowohl vor, als auch während der Operation „Pocket Money“ waren Nixon und Kissinger über eine mögliche sowjetische und/oder chinesische Reaktion auf die Eskalation besorgt. Stunden vor Nixons Ansprache und Ankündigung der Hafen-Verminung schickte Kissinger einen Brief an den sowjetischen Botschafter Anatoli Dobrynin, der den US-amerikanischen Plan umriss und gleichzeitig die Entschlossenheit Nixons zum Ausdruck brachte, bis zum Ende durchzuhalten. Am nächsten Tag schüttelte Nixon die Hand des sowjetischen Außenhandelsministers Nikolai Patolitschew im Weißen Haus. Obwohl sowohl die sowjetische als auch die chinesische Regierung die US-amerikanischen Operationen öffentlich verurteilten, waren beide nicht gewillt, die sich „auftauenden“ Beziehungen zu den Vereinigten Staaten zu belasten, und beantworteten die Anfrage ihres sozialistischen Partners in Hanoi nach Unterstützung und Hilfslieferungen nur ausweichend.

## Operation Linebacker

### Militärische Ziele
Die Operation Linebacker hatte vier strategische Ziele:
1. Die Nordvietnamesen vom Nachschub abzuschneiden, indem die Eisenbahnbrücken und Schienenfahrzeuge in und um Hanoi und nordöstlich an der chinesischen Grenze zerstört werden.
2. Die Bombardierung von Nachschublagern und Rangierbahnhöfen.
3. Die Zerstörung von Lager- und Umschlagstätten.
4. Die Vernichtung (oder zumindest Beschädigung) der nordvietnamesischen Luftverteidigung.

Da annähernd 85 % der nordvietnamesischen Importe, die zuvor über See angeliefert wurden, durch die Verminung der Häfen (Operation Pocket Money) unterbunden waren, wollten die US-amerikanische Regierung und das Pentagon die letzte Verbindung zwischen Nordvietnam und seinem sozialistischen Nachbarstaat und Verbündeten kappen. Die Volksrepublik China lieferte monatlich durchschnittlich 22.000 t Güter über zwei Eisenbahnstrecken und acht Hauptstraßen nach Nordvietnam.

### Durchführung

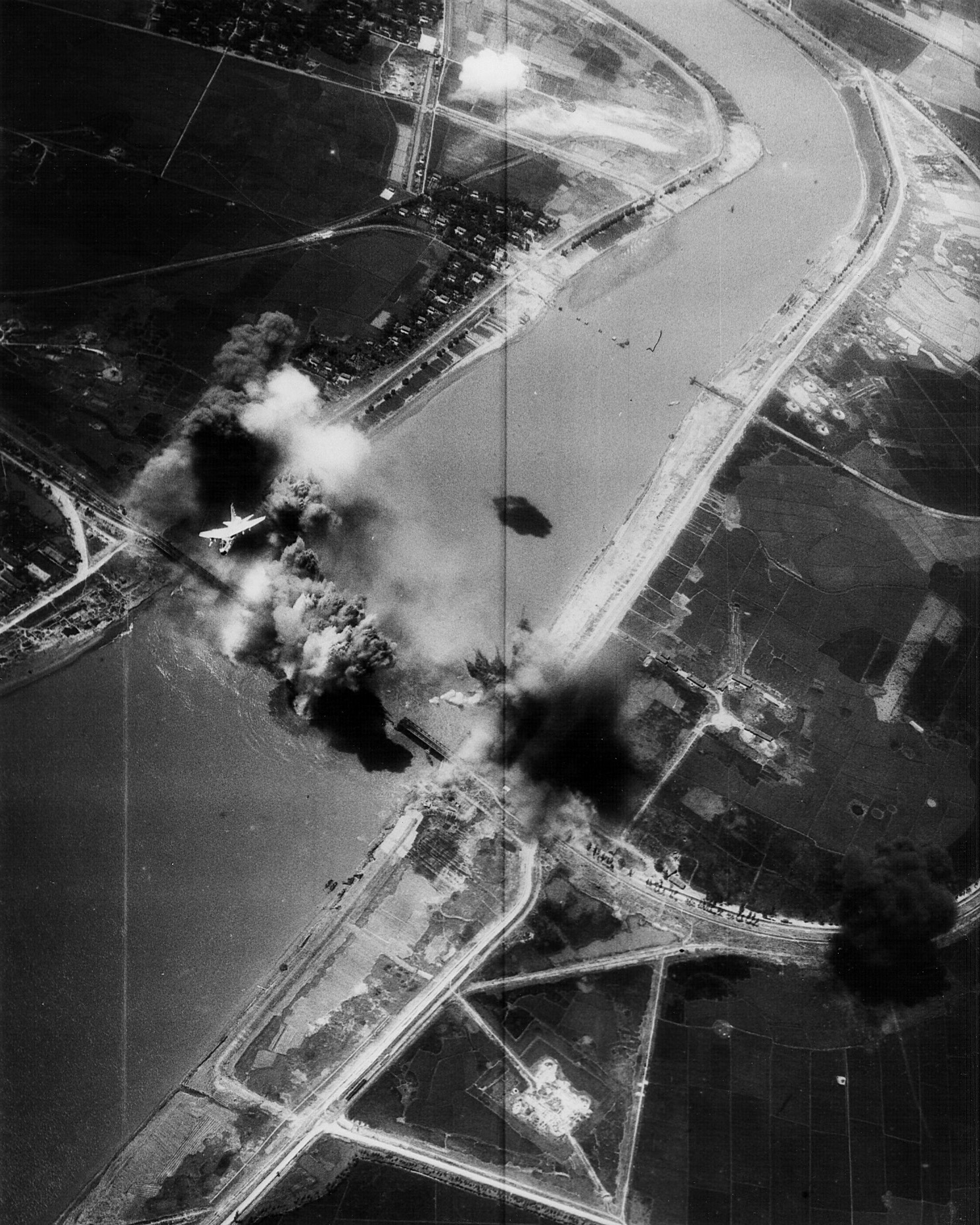
Vought A-7E bombardieren die Hải-Dương-Brücke am 10. Mai 1972.

Am 10. Mai begann die Operation Linebacker mit umfangreichen Bombardierungen Nordvietnams durch taktische Kampfbomber der 7. Air Force und der Task Force 77. Das Ziel waren der Rangierbahnhof bei Yen Vien und die Eisenbahnbrücke Paul Doumer im nördlichen Außenbereich von Hanoi. Insgesamt 414 Einsätze wurden am ersten Tag geflogen, davon 120 durch die US Air Force und 294 durch die US Navy, welche die schwersten Luftkämpfe („Dogfights“) während des gesamten Vietnamkriegs zur Folge hatten. Elf nordvietnamesische MiGs (vier MiG-21 und sieben MiG-17) und zwei F-4 Phantom der US Air Force wurden abgeschossen. Flugabwehrfeuer und über 100 Boden-Luft-Raketen zerstörten zwei weitere Flugzeuge der US Navy.
Bis Ende Mai hatten US-amerikanische Luftstreitkräfte 13 Brücken entlang der Eisenbahnstrecke von Hanoi zur chinesischen Grenze zerstört. Vier weitere waren zwischen der Hauptstadt und Hải Phòng vernichtet, darunter die berühmte „Dragon’s-jaw“-Brücke, die den Fluss Sông Mã bei der Provinzhauptstadt Thanh Hóa überquert.
Die Angriffe wurden anschließend gegen Petroleum- und Rohöllager, Verkehrsinfrastruktur und Flugfelder gerichtet. Der Luftkrieg hatte einen unmittelbaren Einfluss auf die Infanterie-Gefechte in Südvietnam. Der Beschuss durch Artillerie nahm zwischen dem 9. Mai und 1. Juni um die Hälfte ab. Dieser Rückgang lag weniger an einem unmittelbaren Mangel an Artilleriegranaten als vielmehr an der Absicht, Munition zu sparen. Analytiker des US-Geheimdienstes schätzten die gegnerischen Vorräte als ausreichend, um die Kampfhandlungen den Herbst hindurch aufrechtzuerhalten.
Der intensiv geführte Luftkrieg zeigte sich auch in einem deutlichen Anstieg der durchgeführten Kampf- und Versorgungsflüge in Südostasien. Von 4237 Flügen (inklusive der Armee der Republik Vietnam), die im Vormonat der Invasion stattfanden, stieg die Zahl auf 27745 (davon 20506 durch die US Air Force), um Streitkräfte der ARVN von Beginn April bis Ende Juli zu unterstützen. Bomber des Typa Boeing B-52 flogen zusätzlich 1000 Einsätze während dieser Zeitspanne.
Der Norden spürte den Druck, eingestehend in der offiziellen PAVN-Geschichtsschreibung, dass „zwischen Mai und Juni nur 30 % des Nachschubs, der eingeplant waren, tatsächlich die Frontlinien erreichte“. Die Linebacker-Mission war der erste umfangreiche Einsatz von präzisionsgelenkter Munition, darunter opto-elektronischer und lasergeführter Bomben. Neben Hauptverbindungsstraßen und Eisenbahnanlagen wurden auch die Flugabwehrsysteme Nordvietnams systematisch angegriffen.

### Abschussverhältnis
Die nordvietnamesischen Luftstreitkräfte verfügten über 200 Abfangjäger und bekämpften die US-amerikanischen Luftangriffe hartnäckig. Marine-Piloten, von denen viele an der United States Navy Fighter Weapons School („Top Gun“) ausgebildet worden waren und die in einer sich gegenseitig schützenden Loose-deuce-Formation flogen, erzielten zwischen Mai und Juni eine Abschussrate von 6:1, weshalb die Nordvietnamesen danach nur noch selten mit Abfangjägern angriffen.
Die United States Air Force, die mit nordvietnamesischen MiG-21, MiG-17 und Shenyang J-6 (der chinesischen Version der MiG-19) konfrontiert wurde, erreichte hingegen nur ein Abschussverhältnis von 1:1 und verlor zwischen dem 24. Juni und dem 5. Juli sieben von insgesamt 24 Flugzeugen im direkten Luftkampf, ohne auch nur einen einzigen Abschuss auf der Gegenseite zu erzielen.
Die Piloten der Air Force flogen in einer veralteten taktischen Formation namens Fluid four, bei der vier Flugzeuge in zwei Formationen eine Einheit bilden und ausschließlich das jeweils führende Flugzeug den Beschuss ausführt, so dass der Flügelmann verwundbar bleibt. Weitere Gründe für das paritätische Abschussverhältnis waren das unzureichende Luftkampftraining gegen ungleiche Kampfflugzeugtypen, ein defizitäres Frühwarnsystem und eine ECM-pod-Anordnung, die einen strikten Formationsflug erzwang. Durch die Einführung von Echtzeitwarnsystemen im August, steigende Kampferfahrung der Besatzungen und dem Rückgang der nordvietnamesischen Abfangjägerkapazitäten drehte sich das Abschussverhältnis auf 4:1.

## Operation Lion’s Den
Obwohl die Operation Linebacker hauptsächlich aus der Luft geführt wurde, waren auch Seestreitkräfte abkommandiert, um Schiffsartilleriefeuer gegen feindliche Stellungen entlang des Ho-Chi-Minh-Pfades und andere logistisch wichtige Bereiche zu richten und die eigenen Bodentruppen zu unterstützen. Eine dieser Unternehmungen war die Operation „Lion’s Den“, auch bekannt als „Schlacht am Hafen von Haiphong“. Am 27. August 1972 unternahm Vizeadmiral James L. Holloway III. mit einem Flottenverband einen Nachtangriff gegen nordvietnamesische Einheiten, die den Hafen von Hải Phòng beschützten. Der Verband bestand aus dem Schweren Kreuzer Newport News, dem Leichten Lenkwaffenkreuzer Providence sowie den Zerstörern Robinson und Rowan.
Nach der Bombardierung wurde der Verband von vier in der Sowjetunion gebauten Torpedobooten bedroht. Mit der Unterstützung von zwei Flugzeugen der Coral Sea wurden drei der vier Torpedoboote versenkt. Es war eines der wenigen Seegefechte während des Krieges.

## Pariser Friedensgespräche
Die ins Stocken geratene Offensive in Südvietnam und die Zerstörungen durch den Luftkrieg in Nordvietnam brachten die nordvietnamesische Regierung Anfang August wieder zurück an den Verhandlungstisch. Die Verhandlungen führten zu neuen Zugeständnissen von Hanoi und dem Versprechen, den Stillstand zu beenden, die die vorherigen Verhandlungen seit deren Aufnahme 1968 blockierte. Die nordvietnamesische Forderung, wonach der südvietnamesische Präsident seines Amtes enthoben und durch eine Koalitionsregierung ersetzt werden sollte, in der auch die Nationale Befreiungsfront zu beteiligen sei, wurde fallen gelassen. Die diplomatische Pattsituation war damit durchbrochen und Nixon befahl am 23. Oktober den Stopp aller Bombardierungen nördlich des 22. Breitengrads.
Der Historiker Earl Tilford bezeichnete die Operation Linebacker als „ein Wendepunkt in der Luftkriegführung… es war die erste moderne Luftoperation, in der präzisionsgeführte Munition die Art veränderte, wie Luftstreitkräfte eingesetzt wurden.“ Er fügte hinzu, dass Linebacker da erfolgreich war, wo die Operation Rolling Thunder versagte, und zwar aus drei Gründen:
1. Präsident Nixon handelte entschlussfreudig und gab den Streitkräften großen Handlungsspielraum bei der Zielauswahl.
2. Die US-amerikanischen Luftstreitkräfte wurden energisch und angemessen eingesetzt.
3. Die großen Unterschiede der eingesetzten Technologien machten Linebacker zum ersten Luftbombenangriff in der „Neuen Ära“ der Luftkriegführung.

## Verluste der Nordvietnamesischen Luftstreitkräfte
Die nordvietnamesischen Luftstreitkräfte (VPAF) hatten zwischen dem 5. April und dem 23. Oktober 1972 folgende Verluste infolge von direkten Luftkämpfen zu verzeichnen:
| Datum                 | Teilstreitkraft | MiG-21 | MiG-19 | MiG-17 | Total |
| --------------------- | --------------- | ------ | ------ | ------ | ----- |
| 5. April – 9. Mai     | USAF            | 4      | 1      |        | 5     |
|                       | USN             | 2      |        | 2      | 4     |
| 10. Mai – 23. Oktober | USAF            | 30     | 7      |        | 37    |
|                       | USN             | 3      | 2      | 11     | 16    |
|                       | USMC            | 1      |        |        | 1     |
| VPAF Total            |                 | 40     | 10     | 13     | 63    |